# Owraschje
Owraschje (russisch Овражье, deutsch Schlepecken, 1938–1945 Kleinpronitten) ist ein Ort in der russischen Oblast Kaliningrad. Er gehört zur kommunalen Selbstverwaltungseinheit Stadtkreis Polessk im Rajon Polessk.

## Geographische Lage
Owraschje liegt elf Kilometer südwestlich der Stadt Polessk (Labiau) an der Owraschka (Brast-Graben) und ist auf Landwegen von Schurawljowka (Groß Droosden) bzw. Slawjanskoje (Pronitten) aus zu erreichen. Slawjanskoje ist die nächste Bahnstation an der Bahnstrecke Kaliningrad–Sowetsk (Königsberg–Tilsit).

## Geschichte
Der kleine Ort Schlepecken wurde 1874 in den neu errichteten Amtsbezirk Lablacken (heute russisch: Nikitowka) eingegliedert und gehörte so zum Kreis Labiau im Regierungsbezirk Königsberg der preußischen Provinz Ostpreußen. Im Jahre 1910 waren im Gutsbezirk Schlepecken 75 Einwohner gemeldet.
Am 30. September 1928 wurde Schlepecken in die Landgemeinde Pronitten eingemeindet und am 3. Juni 1938 (mit amtlicher Bestätigung vom 16. Juli 1938) in „Kleinpronitten“ umbenannt.
Im Jahre 1945 kam das Dorf mit dem nördlichen Ostpreußen zur Sowjetunion. Im Jahr 1947 erhielt es die russische Bezeichnung Owraschje und wurde gleichzeitig dem Dorfsowjet Slawjanski selski Sowet im Rajon Polessk zugeordnet. Von 2008 bis 2016 gehörte Owraschje zur Landgemeinde Turgenewskoje selskoje posselenije und seither zum Stadtkreis Polessk.

## Kirche
Aufgrund der mehrheitlich evangelischen Bevölkerung Schlepeckens bzw. Kleinpronittens war vor 1945 die Zugehörigkeit zur Kirche Groß Legitten (heute russisch: Turgenewo) gegeben. Diese war Teil des Kirchenkreises Labiau in der Kirchenprovinz Ostpreußen der Kirche der Altpreußischen Union. Die Verbindung besteht auch heute noch, nachdem sich in Turgenewo in den 1990er Jahren eine neue evangelisch-lutherische Gemeinde gebildet und die alte Ordenskirche wieder in Besitz genommen hat. Die Gemeinde ist eine Filialgemeinde der Auferstehungskirche in Kaliningrad (Königsberg) in der Propstei Kaliningrad der Evangelisch-lutherischen Kirche Europäisches Russland.